# Jorge Listopad
František Listopad, nascido Jiří Synek GOIH (Praga, 26 de novembro de 1921 – Lisboa, 1 de outubro de 2017), foi um escritor, crítico, realizador, encenador e professor português de origem checoslovaca (hoje checa). Em Portugal, naturalizado em 1962, adoptou o nome de Jorge Listopad.

## Biografia
"Jorge é o mesmo que Jiří. Listopad é "Novembro". Nasci em Novembro. Agora o Jorge tem a mesma raiz, estão todos ligados à terra; são lavradores. Portanto, sou o lavrador de Novembro."

Jorge Listopad
Jorge Listopad nasceu em 26 de novembro de 1921, em Praga, na República Checa.
Listopad era doutor em Filosofia pela Universidade Carolinum (Praga), estando há várias décadas radicado em Portugal.
Encenou cerca de 60 peças e óperas na Checoslováquia, França, Alemanha, Suíça e Portugal. Colaborador da ORTF (Paris) e da RTP, realizou algumas centenas de programas dramáticos, sociológicos e antropológicos. Foi também autor de cerca de 40 livros de prosa, poesia e ensaio, escritos em português, checo, francês, sueco, italiano, lituano e servo-croata.
Pertenceu à resistência e obteve pelos serviços prestados à causa da liberdade a Medalha do Presidente Tito.
Foi membro da Associação Portuguesa de Escritores, do Pen-Club Internacional, da Sociedade Portuguesa de Autores e da Associação Internacional de Críticos de Teatro.
Sobre a sua vida e obra foram realizados e projetados dois filmes: um da autoria do cineasta checo Jan Nemec (2000), e outro da autoria do cineasta português Pedro Sena Nunes - Quatro estações e Outono (2018).

### Paris
Em Paris, onde permaneceu durante dez anos, escreveu no Parallele 50 ao mesmo tempo que trabalhava na Televisão Francesa. Na capital francesa conheceu pessoalmente Aragon, Beckett, Camus, Céline, Cocteau, Ionesco, Malraux, Marcel Marceau, Marguerite Duras, Mitterrand, Romain Rolland, Sartre, Tristan Tzara, entre outros. Em 1958, deixou de trabalhar para a ORTF e passou a residir em Portugal.

### Porto
Funda a RTP Porto, no Monte da Virgem, e entra para os quadros da RTP como realizador de televisão. No Porto, volta a encontrar-se com a intelectualidade portuense – Agustina Bessa-Luís, Ângelo de Sousa, António-Pedro Vasconcelos, Fernando Echevarría, Eugénio de Andrade, Marcela Torres, Óscar Lopes, Sophia de Mello Breyner Andresen, etc.

### Lisboa
A convite do antropólogo Jorge Dias, Jorge Listopad vem para Lisboa lecionar Antropologia do Quotidiano no Instituto Superior de Ciências Sociais e Políticas.
Foi director da Sala Experimental do Teatro Nacional D. Maria II e Vogal da Comissão Consultiva do mesmo teatro, de 1983 a 1986.
Em 1981, criou o Grupo de Teatro da Universidade Técnica de Lisboa e dirigiu-o até 2008.

### Escola Superior de Teatro e Cinema
Foi Presidente da Comissão Instaladora da Escola Superior de Teatro e Cinema. Criou um novo edifício para a Escola Superior de Teatro e Cinema, na Amadora, com projecto do arquitecto Manuel Salgado.
Foi membro da Comissão Cultural da Universidade Técnica de Lisboa.

### Jornais
Depois da segunda guerra mundial, fundou com colegas o jornal Mladá Fronta que ainda hoje se publica em Praga.
Colaborou nos principais jornais portugueses e checos, nomeadamente O Comércio do Porto, Diário de Notícias, Diário de Lisboa e Expresso, mantendo, à data da sua morte, as rubricas "Segunda Via" e "Coelhinho" no Jornal de Letras, Artes e Ideias.
Jorge Listopad morreu a 1 de outubro de 2017, em Lisboa, aos 95 anos de idade.

## Distinções
Em Portugal, como encenador, quatro Prémios da Associação Portuguesa de Críticos de Teatro.
Jorge Listopad recebeu o Prémio Bordalo (1969), ou Prémio da Imprensa, como encenador na categoria "Teatro", pela peça A Dança da Morte, partilhado com o encenador Norberto Barroca (Fando e Lis). Na cerimónia realizada em 1970, a Casa da Imprensa distinguiu na mesma categoria os actores Carmen Dolores e João Perry e o autor Alves Redol a título póstumo. O "Prémio Revelação" foi para a actriz Manuela de Freitas e dois "Prémios Especiais de Mérito" foram atribuídos aos Grupos Cénicos das Faculdades de Direito e de Letras da Universidade de Lisboa.
Como encenador da peça O Fim, partilhou o Prémio Bordalo (1971), ou Prémio da Imprensa, entregue pela Casa da Imprensa em 1972, na categoria "Teatro", com o encenador Carlos Avilez (Ivone, Princesa da Borgonha). Nesta categoria foram também distinguidos  os actores Manuela de Freitas, Glória de Matos, Rui de Carvalho, António Montez e Maria Vitória (Revelação) e o cenógrafo Rui Mesquita.
Em 2015, foi feito Grande-Oficial da Ordem do Infante D. Henrique, a 8 de janeiro.
Fora de Portugal, Listopad foi distinguido com:
- Medalha Militar Checoslovaca da Resistência (1945)[1]
- Nomeado Companheiro do Marechal Tito (1946)[1]
- Prémio da Academia de Artes e Ciências de Praga, pelo conjunto da sua obra[1]
- 1.º Prémio do Conselho Cultural de Estocolmo (1952)[1]
- 1.º Prémio da Rádio Europa Livre de Poesia (1954)[1]
- Prémio Academia Cristã em Roma pelo ensaio Tristão ou a Traição de um Intelectual, com versão portuguesa de Eugénio de Andrade
- Prémio Itália (1977)
- Medalha de Ouro do Prémio Europeu Franz Kafka (2000)[1]
- Medalha de Mérito Nacional da República Checa (2001)[1]
- Prémio Gratias Agit (Praga, 2004)[1]
- Man of the Year pelo International Biographical Centre (2005)
- Prémio Jaroslav Seifert (Praga, 2007)[1]
- Doutor honoris causa pela Universidade de Brno (República Checa, 1992) e pela Universidade Carolina (Praga, 2002)[1]

## Obra
- Tristão ou a Traição de um Intelectual (Porto, Sousa e Almeida, 1960)[1][4]
- Secos e Molhados (Lisboa,Numar Edições, 1982)[1][5]
- Primeiro Testamento (Lisboa,Edições Rolim, 1985)[1][6]
- ''Os Ausentes: Peça em Dois Actos com Luz Franco (Lisboa, Imprensa Nacional-Casa da Moeda, 1986)[7]
- Mar Seco, Gelado Quente: São 21 de Repente (Lisboa, Ed. "O Jornal", 1986)[8]
- Álbum de Família, 1988
- Outubro-Oriente=October-Orientee, 1992
- Biografia de Cristal (Lisboa, Relógio d'água, 1992)[1][9]
- Fruta Tocada por Falta de Jardineiro (Vila Nova de Famalicão, Quasi, impr. 2003)[10]
- Todos prá Mesa, 2006[1]
- Deslizamento (Porto, QuidNovi, 2009)[1][11]

## Teatro
- A Dança da Morte(1969)[2]
- O Fim (1971)[2]
- Meu Tio Jaguar (2012)[1]
- A Instalação do Medo (2014)[1]